# Paamiut
Paamiut (dinamarquês: Frederikshåb; pré-1973 ortografia: Pâmiut) é uma pequena cidade do sudoeste da Groenlândia. Está situada na foz de um  fiorde localizado na costa oeste da ilha. Pertence ao município de Sermersooq. Foi fundada em 1742 e em 2024 tinha 1 193 habitantes.

## Etimologia
Paamiut é um nome gronelandês, significando “aqueles que vivem junto à foz“, em alusão ao fiorde Kuannersooq.

## História
Paamiut foi fundada em 1742 pelo comerciante dinamarquês Jacob Severin. Recebeu então o nome Frederikshåb, em homenagem ao príncipe herdeiro Frederik, o futuro Frederico V da Dinamarca. 

## Geografia

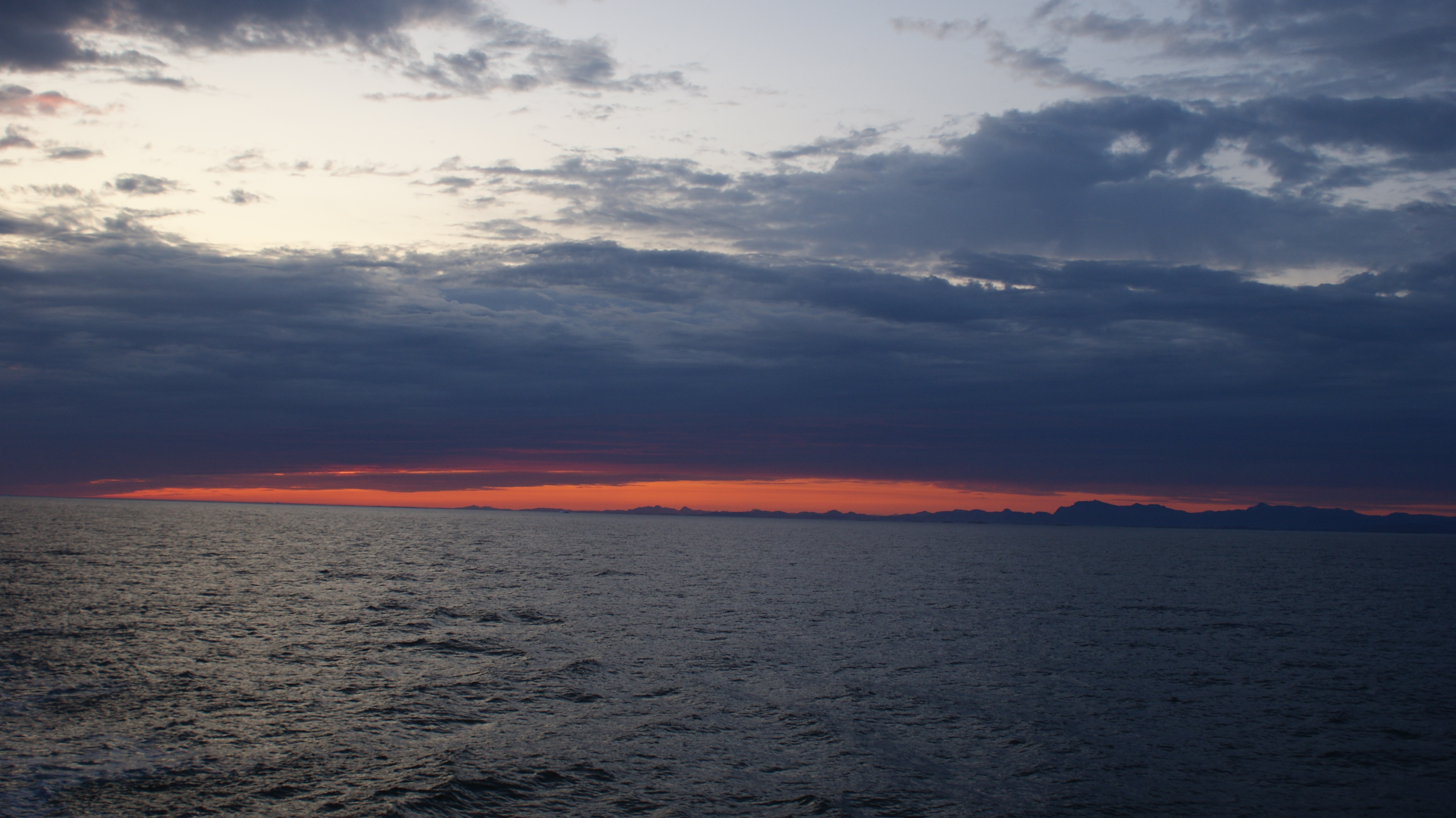
Silhueta costeira de Paamiut, vista do mar do Labrador.

Paamiut está situada na foz do fiorde Kuannersooq, com 50 km de extensão e desembocando no mar do Labrador.       Devido à proximidade da corrente do Golfo, as suas águas costeiras não gelam durante o inverno, dando assim excelentes condições para a pesca e a navegação.

### Clima
| Dados climatológicos para Paamiut 1961-1990, extremos 1958-1999 | Dados climatológicos para Paamiut 1961-1990, extremos 1958-1999 | Dados climatológicos para Paamiut 1961-1990, extremos 1958-1999 | Dados climatológicos para Paamiut 1961-1990, extremos 1958-1999 | Dados climatológicos para Paamiut 1961-1990, extremos 1958-1999 | Dados climatológicos para Paamiut 1961-1990, extremos 1958-1999 | Dados climatológicos para Paamiut 1961-1990, extremos 1958-1999 | Dados climatológicos para Paamiut 1961-1990, extremos 1958-1999 | Dados climatológicos para Paamiut 1961-1990, extremos 1958-1999 | Dados climatológicos para Paamiut 1961-1990, extremos 1958-1999 | Dados climatológicos para Paamiut 1961-1990, extremos 1958-1999 | Dados climatológicos para Paamiut 1961-1990, extremos 1958-1999 | Dados climatológicos para Paamiut 1961-1990, extremos 1958-1999 | Dados climatológicos para Paamiut 1961-1990, extremos 1958-1999 |
| Mês                                                             | Jan                                                             | Fev                                                             | Mar                                                             | Abr                                                             | Mai                                                             | Jun                                                             | Jul                                                             | Ago                                                             | Set                                                             | Out                                                             | Nov                                                             | Dez                                                             | Ano                                                             |
| --------------------------------------------------------------- | --------------------------------------------------------------- | --------------------------------------------------------------- | --------------------------------------------------------------- | --------------------------------------------------------------- | --------------------------------------------------------------- | --------------------------------------------------------------- | --------------------------------------------------------------- | --------------------------------------------------------------- | --------------------------------------------------------------- | --------------------------------------------------------------- | --------------------------------------------------------------- | --------------------------------------------------------------- | --------------------------------------------------------------- |
| Temperatura máxima recorde (°C)                                 | 11,5                                                            | 12,2                                                            | 11,2                                                            | 16,6                                                            | 20,5                                                            | 20,6                                                            | 21,2                                                            | 20,5                                                            | 18,6                                                            | 16,5                                                            | 15,5                                                            | 14,4                                                            | 21,2                                                            |
| Temperatura máxima média (°C)                                   | −3,4                                                            | −3,0                                                            | −2,7                                                            | 0,6                                                             | 4,2                                                             | 6,5                                                             | 8,8                                                             | 8,2                                                             | 6,2                                                             | 2,9                                                             | 0,3                                                             | −2,3                                                            | 2,2                                                             |
| Temperatura mínima média (°C)                                   | −10,1                                                           | −10,2                                                           | −9,9                                                            | −5,7                                                            | −1,1                                                            | 1,1                                                             | 2,8                                                             | 2,7                                                             | 0,7                                                             | −2,8                                                            | −6,1                                                            | −8,9                                                            | −4,0                                                            |
| Temperatura mínima recorde (°C)                                 | −28,9                                                           | −29,6                                                           | −20,9                                                           | −18,5                                                           | −14,6                                                           | −4,0                                                            | −4,0                                                            | −2,2                                                            | −6,5                                                            | −14,1                                                           | −20,5                                                           | −25,3                                                           | −29,6                                                           |
| Precipitação (mm)                                               | 66                                                              | 64                                                              | 64                                                              | 58                                                              | 58                                                              | 67                                                              | 91                                                              | 92                                                              | 80                                                              | 71                                                              | 84                                                              | 83                                                              | 878                                                             |
| Dias com precipitação                                           | 10,1                                                            | 9,1                                                             | 10,4                                                            | 9,2                                                             | 8,3                                                             | 9,5                                                             | 11,2                                                            | 10,0                                                            | 10,9                                                            | 9,5                                                             | 11,1                                                            | 10,6                                                            | 119,9                                                           |
| Dias com neve                                                   | 12,7                                                            | 11,3                                                            | 12,5                                                            | 9,6                                                             | 6,7                                                             | 1,8                                                             | 0,2                                                             | 0,1                                                             | 2,1                                                             | 7,2                                                             | 10,8                                                            | 12,1                                                            | 87,1                                                            |
| Fonte:                                                          |                                                                 |                                                                 |                                                                 |                                                                 |                                                                 |                                                                 |                                                                 |                                                                 |                                                                 |                                                                 |                                                                 |                                                                 |                                                                 |

### População
Com os seu 1 193 habitantes em 2024 é a 10ª maior cidade da Gronelândia.

Todavia, a população de Paamiut continua diminuindo em quase todos os anos das 2 últimas décadas. Em 1991, tinha 2163 habitantes, já só tendo em  1887 habitantes em 2000 e em 2010 apenas 1619 habitantes. .

## Economia
A economia de Paamiut gira em volta do seu porto, grande e profundo, acolhendo navios de carga e de passageiros, embarcações de pesca e barcos de recreio.                                                                                                                            
Entre as suas principais actividades económicas estão também a administração pública e a atividade do aeroporto de Paamiut.

## Infraestrutura

### Transporte
Paamiut dispõe de um porto, grande e profundo, para passageiros e mercadorias, e conta com um aeroporto a norte da cidade.

#### Aéreo
O seu aeroporto é servido pela Air Greenland, com voos para Nuuk e Narsarsuaq.

#### Marítimo
O assentamento é servido pela Arctic Umiaq Line (passageiros) e pela Royal Arctic (mercadorias e alimentos).

## Galeria

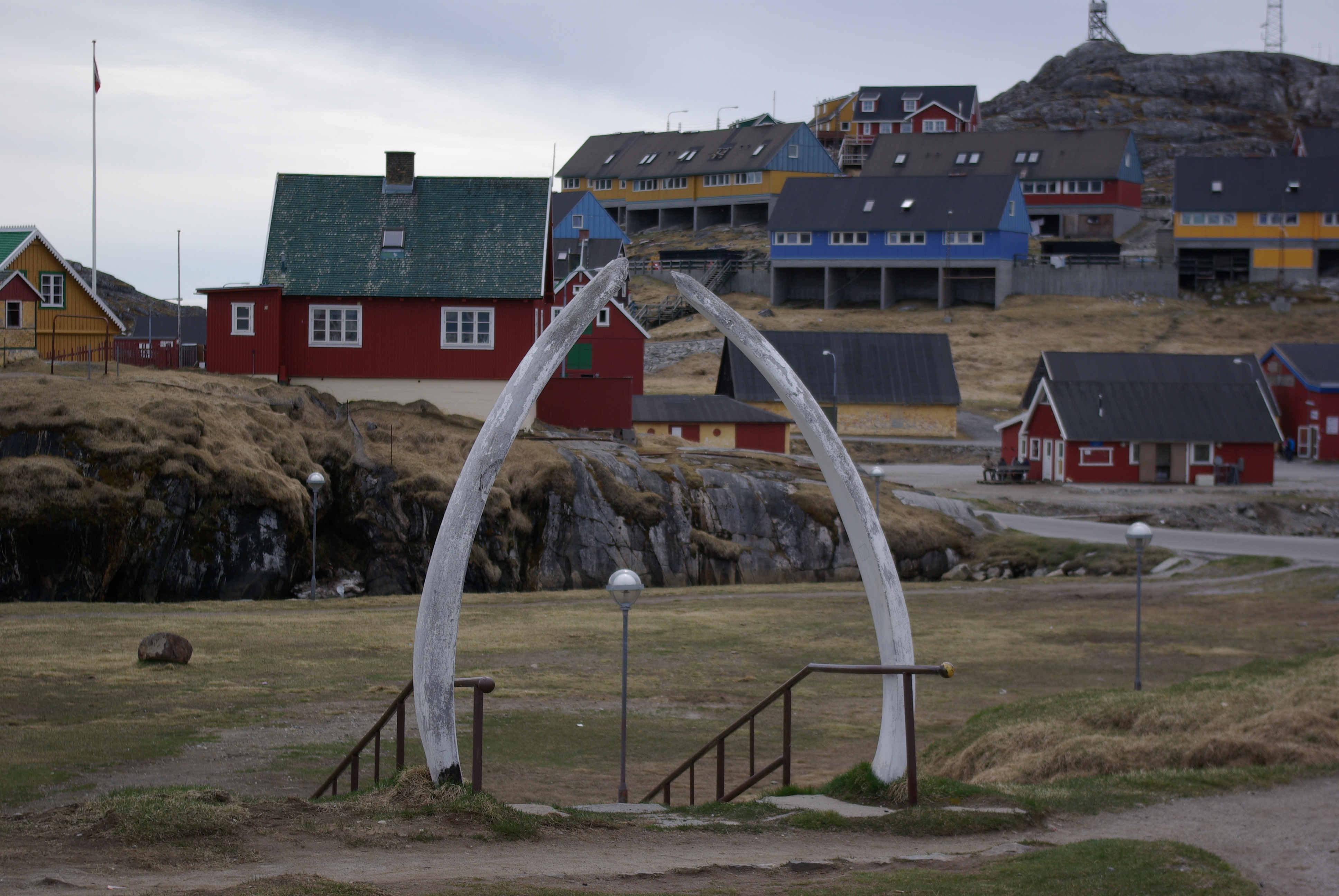
O centro de Paamiut
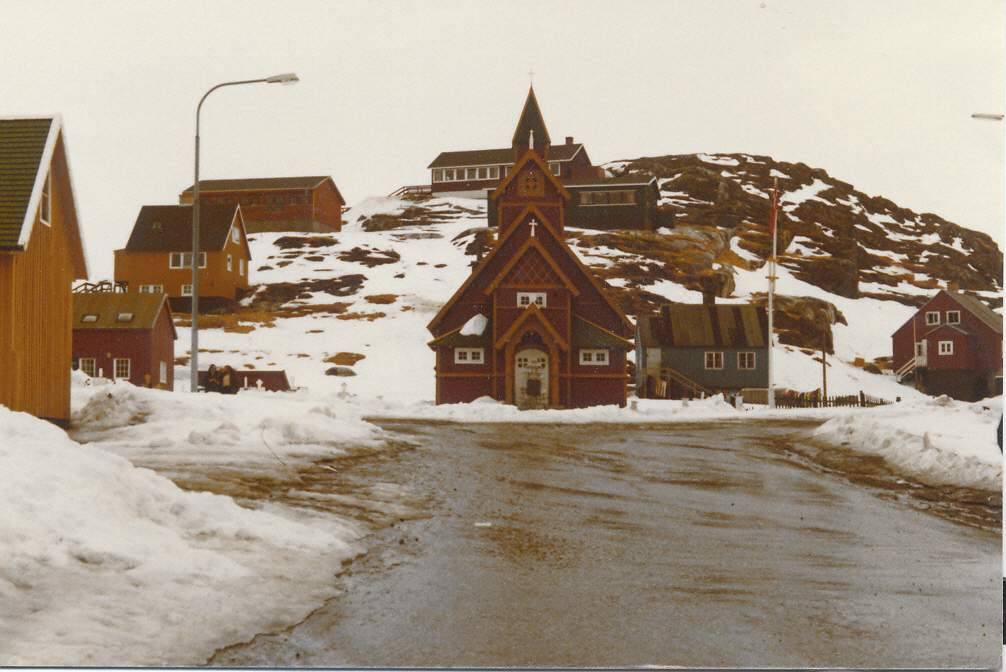
A igreja de Paamiut
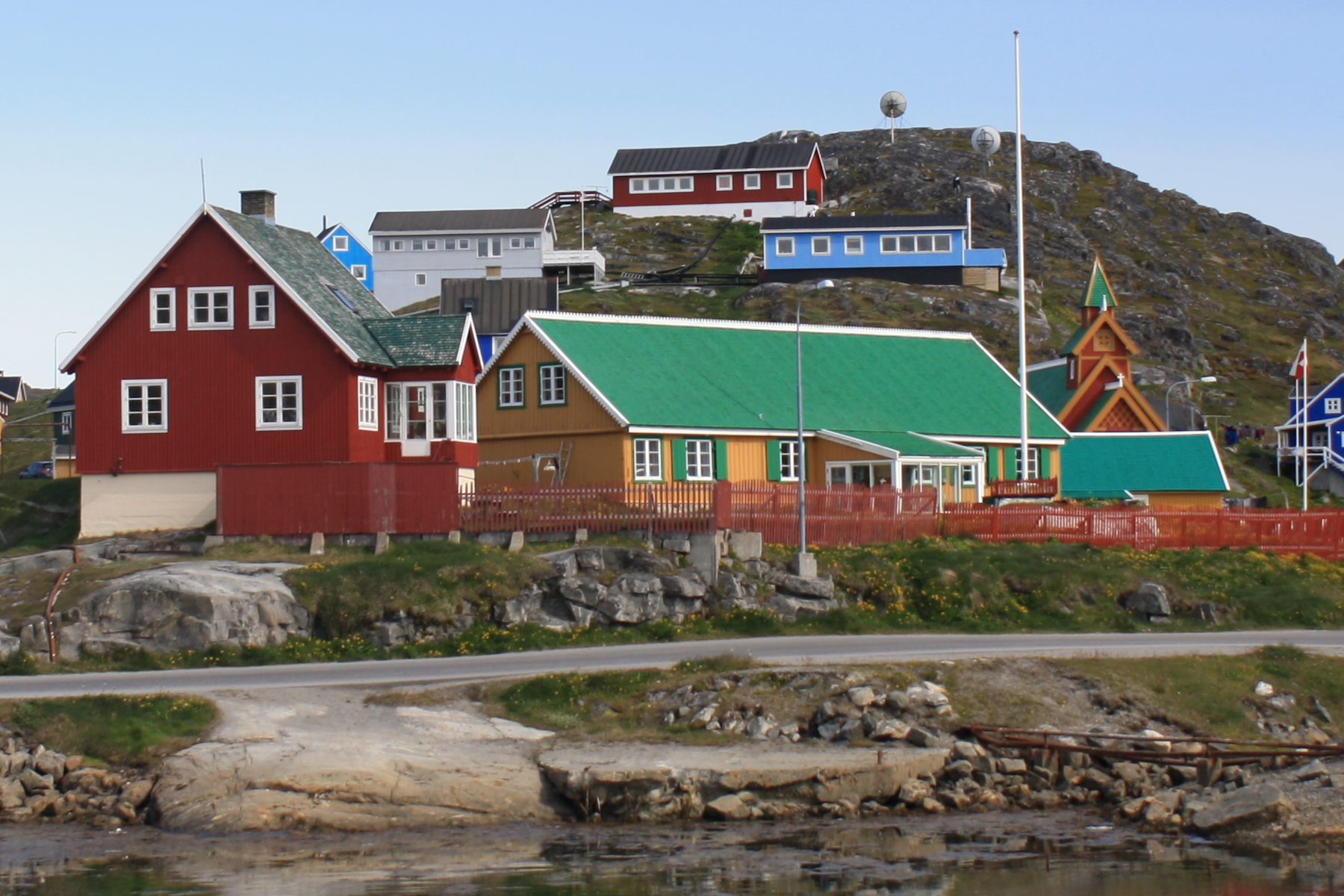
Casas de Paamiut
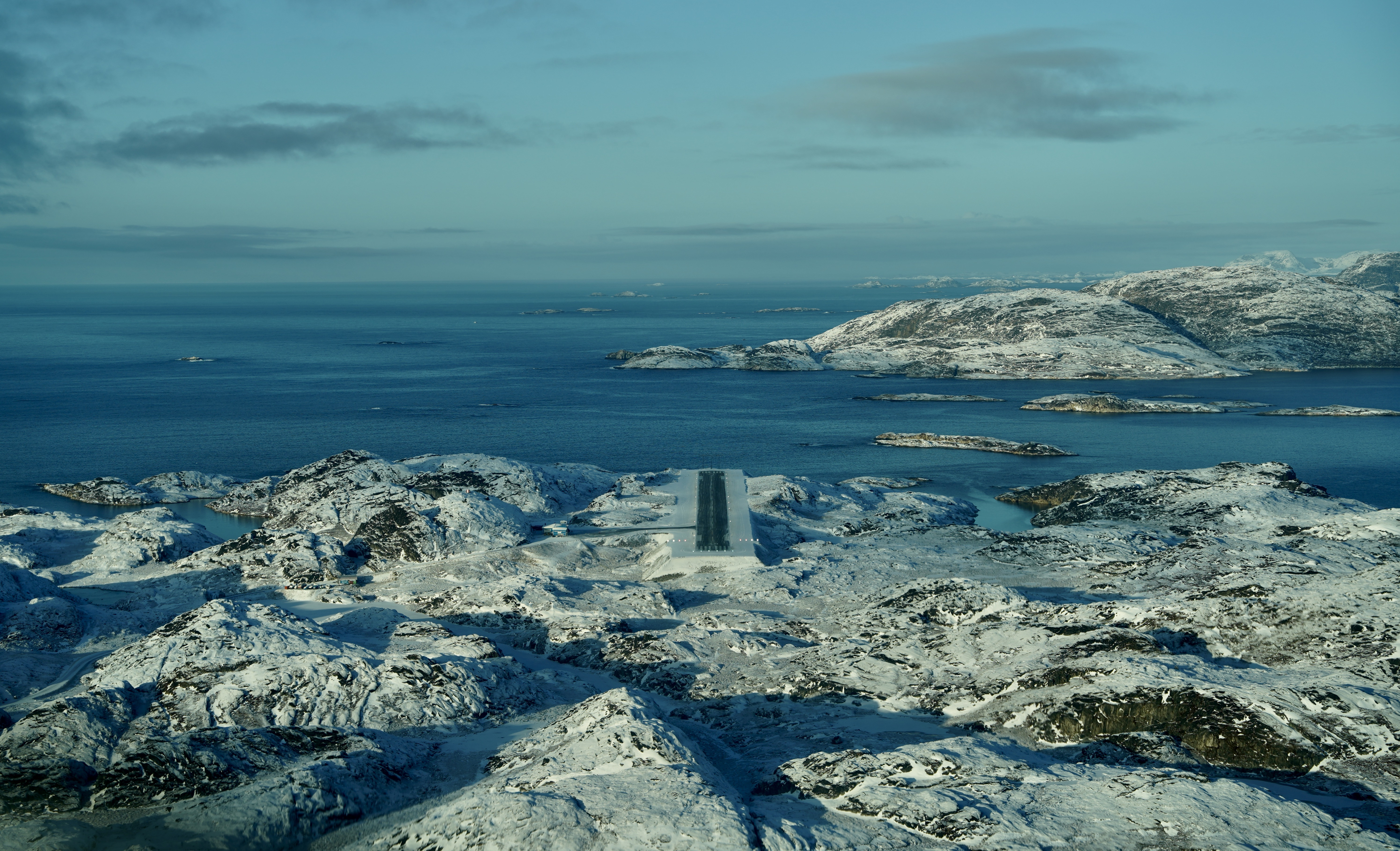
O aeroporto de Pamiut